# Čepno
Čepno este o localitate din comuna Pivka, Slovenia, cu o populație de 40 de locuitori.